# مون‌پلیه
مون‌پلیه (به فرانسوی: Montpellier) مرکز استان هرو (Hérault) در ناحیه لانگ دوک -روسیون (Languedoc-Roussillon) در جنوب فرانسه واقع است. این شهر بین شهرهای نیم (Nîmes) و بزیه (Béziers) قرار دارد. مونپولیه مرکز لانگدوک روسیون است. این شهر در نزدیکی حوزه مدیترانه و نه چندان دور از پاریس قرار دارد.

## موقعیت جغرافیایی
این شهر در ۱۰ کیلومتری دریای مدیترانه قرار دارد. فاصله این شهر تا نیم ۵۴ کیلومتر، مارسی ۱۶۸کیلومتر، تولوز ۲۴۸ کیلومتر، لیون ۳۰۵ کیلومتر و پاریس ۷۵۰ کیلومتر است.

## اقتصاد
مونپولیه اقتصادی را بر مبنای فعالیتهای پیشرفته علمی و خدماتی پیرامون شرکتهایی چون IBM و شرکتهای معتبر دیگر مانند HORIBA, دلPalm Computing, Cap Gemini, Alstom, Inforud, Genesys یا PC soft بنیان گذاشته‌است. تخصصهای بسیار دیگری نیز مانند کشاورزی مناطق گرمسیری و مدیترانه‌ای، بهداشت، محیط زیست، فناوری اطلاعات در این شهر گسترش یافته‌است.

## فرهنگ
موزه آگروپلیس، موزه علم و جامعه، به نوبه خود موضوع کشاورزی و تغذیه را به نمایش می‌گذارد و به گسترش فرهنگ علمی آن می‌پردازد.
فرهنگ اولین جایگاه را در مونپولیه دارد. هنرهای سنتی با فناوری مدرن همراه شده‌اند و کنسرتها، نمایشگاه‌ها، آفرینش‌های نمایشی و جشنواره‌ها در تمام سال حیات فرهنگی شهر را پربارتر می‌سازند.

## دانشگاه
۶۰٬۰۰۰ دانشجو، ۳ دانشگاه، ۵ مدرسه عالی مهندسی و ده‌ها پژوهشکده در پویایی و کیفیت زندگی این شهر مشارکت دارند. در مونپولیه از هر چهار نفر یک نفر دانشجو است.
آگروپلیس، قطب بین‌المللی تحقیقات و آموزش عالی کشاورزی با بیش از ۲۰۰ واحد و آزمایشگاه، ۳۰۰۰ پژوهشگر، مدرس – پژوهشگر و تکنسین در مونپولیه و حومه آن استقرار دارند. ۶۰۰ دانشمند از مناطق ماوراءدریای فرانسه، در ۶۰ کشور جهان پراکنده‌اند و با آنان همکاری می‌کنند. موضوع این تحقیقات گسترش اقتصادی و اجتماعی مناطق مدیترانه‌ای و گرمسیری است.
مون پلیه دارای ۳ دانشگاه است:
دانشگاه مون پلیه ۱ که بیشتر در زمینه‌های حقوق، پزشکی، داروسازی و اقتصاد شناخته شده‌است.
دانشگاه مون پلیه ۲ که به دانشگاه علوم (Fac de Science) معروف است در زمینه‌های علوم و مهندسی (شیمی، فیزیک، بیولوژی، الکترونیک، مکانیک، کامپیوتر و …) بیشتر فعال و شناخته شده‌است.
دانشگاه مون پلیه۳ یا دانشگاه پل والری Université Paul Valéry که به دانشکده زبان (Fac de Lettres)نیز معروف است بیشتر در زمینه زبان و ادبیات و علوم انسانی و هنر فعال و شناخته شده‌است.